# Calci fumarat

Calci fumarat

Calci fumarat là hợp chất hữu cơ có công thức Ca(C2H2(COO)2). Đây là muối calci của axit fumaric.
Chất này có số E "E367".